# 二階堂行光
二階堂 行光（にかいどう ゆきみつ）は、平安時代後期から鎌倉時代初期にかけての御家人・鎌倉幕府政所執事。

## 略歴
長寛2年（1164年）、二階堂行政の子として誕生。兄に行村がいる。
建保6年（1218年）に源実朝が右大臣となるが、『吾妻鏡』建保6年12月20日条にはその関連記事として政所始めが記されており、「右京兆並びに当所執事信濃の守行光及び家司文章博士仲章朝臣・・・」と、北条義時の次席で政所の実務官僚の筆頭として登場する。
この時代は源実朝の時代であるが、行光はその母の尼将軍・北条政子の側近として様々な場面に登場する。その中でも重要なものが、源実朝が公暁に暗殺された後の『吾妻鏡』承久元年（1219年）2月13日条に「寅の刻、信濃の前司行光上洛す。これ六條宮（雅成親王）・冷泉宮（頼仁親王）両所の間、関東将軍として下向せしめ御うべきの由、禅定二位家（政子）申せしめ給うの使節なり。」とあり、政子の使者として朝廷に赴き、その交渉を行っていることである。慈円の『愚管抄』にもその際の行光について記されている。
このときの交渉は、後鳥羽上皇の子を鎌倉の将軍に迎えたいというものであったが、後鳥羽上皇に拒絶される。しかしこの時期の鎌倉政権の行政事務、及び朝廷との外交関係実務は行光を中心に動いていたともみられ、『吾妻鏡』のこの時期の記録の多くは行光の筆録、あるいは所持した資料によっていると見られている。
承久元年（1219年)、死去。
行光の後の政所執事は行光の甥の伊賀光宗となったが、光宗が元仁元年（1224年）の伊賀氏事件で流罪となったあと、行光の子・二階堂行盛が就任し、以降この家系がほぼ政所執事を世襲する。